# Tapinoma atriceps
Tapinoma atriceps is een mierensoort uit de onderfamilie van de Dolichoderinae. De wetenschappelijke naam van de soort is voor het eerst geldig gepubliceerd in 1888 door Emery.